# Geveltuin

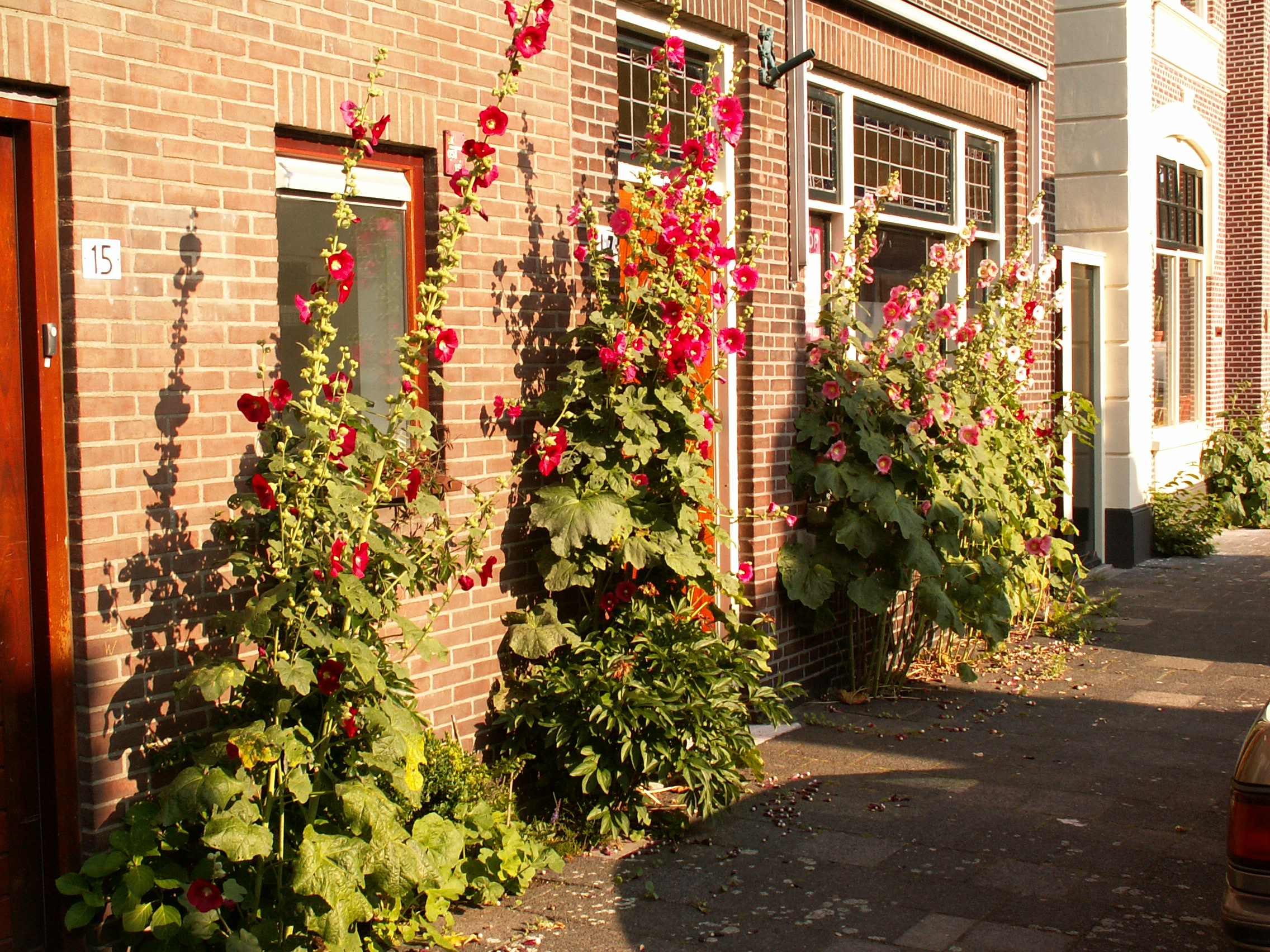
geveltuintje met onder meer stokrozen.

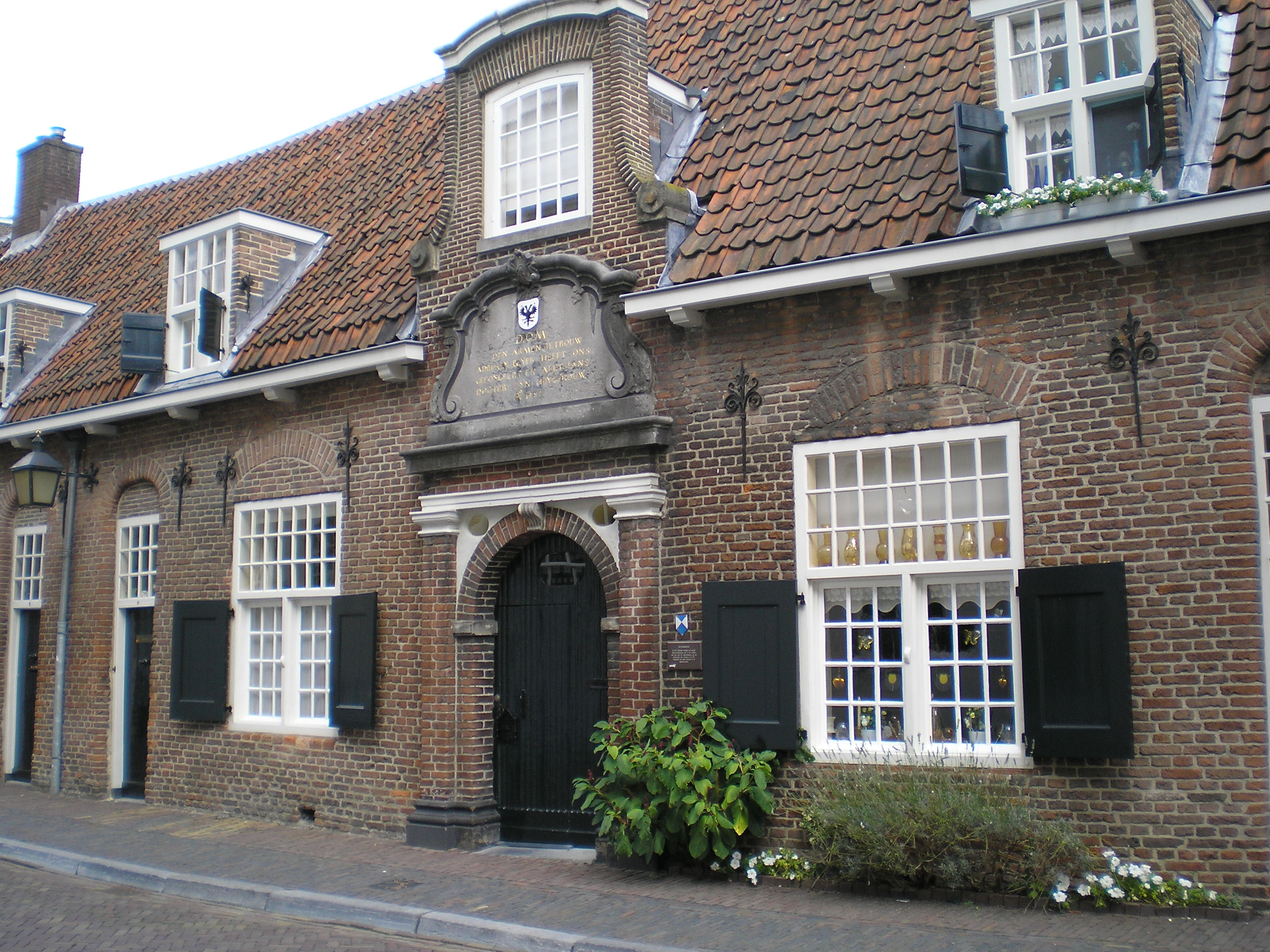
Gevelbeplanting in Utrecht

Een geveltuin of tegeltuin is een strook begroeide openbare ruimte die gelegen is voor een huis en onderhouden wordt door de bewoner van dat huis. De term geveltuin wordt in Nederland gebezigd terwijl men in België vaker over een tegeltuin spreekt.

## Aanleg
In de aanleg wordt pal voor de huisgevel een tegel of smalle strook bestrating verwijderd. In de vrijgekomen ruimte kan dan tot op ten minste 30 centimeter diepte de grond voor de planten geschikt worden gemaakt. Gevelplanten en eventueel nog enkele bodembedekkers of andere bloemen die niet veel plaats vragen, kunnen vervolgens het tuintje gaan vormen. Ook klimplanten en muurplanten tegen de gevel worden aangewend.

## Toestemming
Bij de aanleg in openbaar gebied is er vaak toestemming nodig van de gemeente waar men woont. In België en Nederland zijn er meerdere gemeentes die, onder voorwaarden, welwillend tegenover aanleg staan of de geveltuin gratis aanleggen.

## Opmerkelijke voorbeelden
In Rotterdam gebeurt dit sinds 1994 via het fenomeen opzoomerdagen, waaraan ongeveer 100.000 bewoners meedoen.
Sinds 2020 bestaat in Nederland het National Kampioenschap Tegelwippen gedurende een periode van circa 6 maanden, waaraan in 2022 al ruim 135 gemeenten met bewoners deelnamen. Zo werden in 2022 landelijk zo'n 2,8 miljoen stoeptegels en klinkers gewipt langs huisgevels en vervangen door een groenstrook. Dit betreft totaal 250.000 m2. Straten met veel stoeptegels zijn slecht voor de biodiversiteit en verhogen de kans op wateroverlast.
In 2024 werden in Ledeberg (Gent) in een straat in één actie 100 meter geveltuinen en groenslingers aangelegd.

## Nut van een gevel- of tegeltuin
Een geveltuin is, als er vertrokken wordt van een volledig verharde stoep of wegdek, een voorbeeld van ontharden.
Er wordt er een stukje groen aan de stad of buurt toegevoegd, wat goed is voor de dieren (Animalia). Het tuintje zal na verloop van tijd een redelijke insectenrijkdom hebben en daarbij ook natuurlijk veel spinnen (Araneae) en spinachtigen (Arachnida) bevatten, misschien zelfs enkele zoogdieren (Mammalia) en andere gewervelden.
Daarnaast helpt het regenwater te bufferen, omdat het direct de grond in kan lopen. Dit voorkomt wateroverlast, en helpt op andere momenten tegen uitdroging.
Bovendien helpt het de luchtkwaliteit verbeteren, doordat planten zuurstof produceren en fijnstof filteren.
Ook draagt het bij tegen de 'verstening' van steden en het hitte-eilandeffect. Steden met meer groen in hete zomers koelen beter af.